# Jean-Baptiste Boyer-Fonfrède
Jean-Baptiste Boyer-Fonfrède (Burdeos, 1766- 1793) fue un girondino francés que votó la muerte de Luis XVI.

## Biografía
Fue hijo de Pierre Boyer-Fonfrède y de Marie-Angelique Journu. Su familia era una de las principales de comerciantes bordeleses, pese a que Jean-Baptiste se mostró contrario al esclavismo. Boyer estudió comercio y vivió algunos meses en Holanda. Su familia, próxima a la masonería, poseía plantaciones en Santo Domingo y navíos que comerciaban entre las islas, las ciudades hanseáticas y Burdeos. Su familia se había aliado con la familia Journu, otra gran familia de empresarios, en la que destacaban Bernard Journu-Auber y Antoine-Auguste Journu d´Artiguevieille, barón de Saint-Magne (1753-1794). Fue una figura estelar durante los primeros días de la Revolución Francesa, en Burdeos, en los destacó como orador. Se convirtió en miembro del Museo de Burdeos y de la logia masónica La Amistad en 1790. Fue diputado de la Convención Nacional, en 1791, sobresaliendo por su elocuencia y coraje. Denunció las masacres de septiembre, se opuso a la organización de un tribunal revolucionario, acusando a Jean-Paul Marat. También se mostró muy activo en el seno de la Comisión de Comercio y de las Colonias, introduciendo en la misma a Bernard Journu-Auber. Sin embargo, el 31 de mayo, fue salvado por Marat, por haberse opuesto desde la Comisión de los Doce, a la detención de Jacques-René Hébert y de René-François Dumas, y no se arredró en combatir a la Montaña con vigor. Debido a la proposición de Jean-Pierre-André Amar, fue llevado ante el tribunal revolucionario, que lo condenó y ejecutó, junto con otros Girondinos en 1793. Fue guillotinado junto con su cuñado, Jean-François Ducos. Su hijo, Henri Fonfrède, nacido en 1788 y fallecido en 1841, fue un famoso periodista y creador de opinión, que defendió durante la Restauración las ideas liberales, desde el principal periódico de Burdeos.